# Racopilum fernandezianum
Racopilum fernandezianum là một loài rêu trong họ Racopilaceae. Loài này được Cardot mô tả khoa học đầu tiên năm 1921.